# Boca de Yuma
Boca de Yuma is een gemeentesectie (sección) in de gemeente San Rafael del Yuma in de provincie La Altagracia in de Dominicaanse Republiek. De originele naam was Puerto de Hygüey en ligt aan de westelijke monding van de Rio Yuma, bij de Caribische Zee. Boca (monding) en Rio (rivier) Puerto (poort) zijn Spaanse woorden en Yuma is een Taïnonaam.

## Geografie
Boca de Yuma ligt in de meest zuidelijke provincie, La Altagracia in de regio Yuma, op de westelijke oever van de Rio Yuma. Het is tevens de oostelijke ingang van Cotubanamá, een van de grootste nationale parken in het land, met een oppervlakte van 420 vierkante kilometer. Ten zuiden licht de bahia de Boca Yuma (baai van de Yumamonding). De omgeving bestaat voornamelijk uit karst en de kust heeft zandige en rotsachtige gedeelten.
Het aantal inwoners (jaar tussen haakjes)
- Regio Yuma 676.460 (2016)
- Provincie La Altagracia 322.653 (2016)
- Gemeente San Rafael del Yuma 25.931[2] (2016)
- Gemeentesectie Boca de Yuma 1.821 (2010)

## Bestuurlijke indeling
Het gemeentedistrict bestaat uit twee secties (sección):
Boca de Yuma (sección rural) en Boca de Yuma (zona urbana).

## Geschiedenis
Boca de Yuma is oorspronkelijk bekend als de "Haven van Higuey". In 1505 liet Juan Ponce de León hier een huis bouwen dat nu een museum is. Hij gebruikte de bahia de Rio Yuma als haven voor de bevoorrading van schepen naar de omgeving en Spanje.
In 1508 gebruikte hij de haven als startplaats voor de verovering van Borinquen, nu Puerto Rico. In 1513 vertrok hij hiervandaan om de fontein van de jeugd te zoeken.
Verder was de haven belangrijk bij overwinning van de Engelsen in 1655, de strijd van Sabana Real in 1691 en de strijd van Palo Hincado in 1808.
In 1814 vestigde Pedro Sifuentes zich hier vanwege zijn schipbreuk in de baai. Hij leefde daar vele jaren alleen waardoor hij de bijnaam Portugalete en Robinson Crusoe kreeg.
Roberto Cofresí Ramirez de Arellano gebruikte het gebied als verzamel en opslagplaats voor zijn piraten activiteiten. Hij werd in 1824 door de Amerikaanse marine aangevallen en gearresteerd, waarna hij in 1825 ter dood werd veroordeeld.
Bij een expeditie in 1877 door Baecistas van Curaçao vond men kanonnen onder water in de baai van Yuma.
De eerste permanente bewoning begon in 1880 met de vestiging van vissers.
De Amerikanen onder leiding van Catalino Vidal gebruikte de haven in 1919 als landingsplaats.
Dictator Rafael Trujillo liet een openbare fontein La llave Publica (de publieke sleutel) bouwen zodat er permanent zoet water was.
Na het tijdperk Trujillo werd, tijdens de invasie van Amerika van 1961 tot 1963, hier de eerste school gesticht en vernoemd naar de Amerikaanse president John F. Kennedy.
Nadat in 1966 The Incorporated Club Nautical of Santo Domingo hier was opgericht, was Boca de Yuma tot in de jaren 1980 de jaarlijkse gastheer van internationale diepzee-vistoernooien.
Tegenwoordig wordt de baai van Boca de Yuma gebruikt om te vissen en als thuisbasis voor boottochten in de omgeving.

### Forten en Piraten

#### Het fort
In Boca de Yuma was een Spaans koloniaal fort gebouwd met uitzicht op de Bahia de Yuma (Yuma baai). Het was een sterke positie met kanonnen als belangrijkste verdedigingswapens.
In 1877 werd door de baecista van Curaçao een historische expeditie georganiseerd en hebben in de Yuma baai kanonnen gevonden. De exemplaren zijn in 1997 op de klif bij de baai geplaatst. Hier is het Park Bernard met monumenten en een historische vuurtoren. Andere wapens en slagschepen liggen nog op de oceaanbodem van Playa Blanca (Wit strand)
Men denkt dat de overblijfselen van de kanonnen aan de kust exemplaren zijn, die aartsbisschop Fernando Navarrete aan de koning van Spanje had gevraagd, voor de verdediging en bescherming van het Heiligdom van Onze-Lieve-Vrouw van La Altagracia in Higuey.

#### Piraten
Een van de bekende piraten uit die tijd was Roberto Cofresí, geboren in de kustplaats Cabo Rojo (rode Kaap) in Puerto Rico. Zijn bijnaam was Robin Hood de verdediger van de armen. In de riviermonding is een grot, waarvan wordt beweerd dat daar het piratenschip "Cofresi" zonk. In 1824 raakte hij verwikkeld in een felle strijd met de Amerikaanse marine. Hij en zijn bemanning werd gevangengenomen en in 1825 werd, bij Kasteel San Felipe del Morro, in San Juan in Puerto Rico, zijn doodvonnis uitgevoerd.

### Eerste permanente bewoning
Een van de eerste personen die zich hier vestigde was Pedro Sifuentes, omdat hij in de baai schipbreuk had geleden. Zijn bijnamen waren de Portugalete en Robinson Crusoe omdat hij vele jaren alleen woonde.
In 1880 kwamen de eerste vissers waaronder John Bernard en Charles Wilson van het eiland Sint Thomas. Zij bouwden huizen, stichtten gezinnen en voorzagen in hun levensonderhoud door landbouw, visserij en handel. Later waren zij ook actief bij de houttransporten en begon de stad Boca de Yuma te ontstaan.
De eerste families die het dorp Boca de Yuma ontwikkelden kwamen uit verschillende regio's van de Spaanse koloniale bevelhebbers van Santo Domingo op Hispaniola.

### Amerikaanse invasie 1919
Op 04 maart 1919 begon de landing van de Amerikaanse mariniers via de haven van Boca de Yuma, geleid door Catalino Vidal uit San Pedro de Macorís, in de schoener Maria Consuelo.
In de buurt waar de boot was verankerd, werd later de eerste moderne school gebouwd, de school werd vernoemd naar John F. Kennedy ter ere van deze vijfendertigste president van de Verenigde Staten.

## Toerisme

### Accommodaties en voedsel
Voordat de orkaan Georges het in 1998 in puin veranderde, was Boca de Yuma een schilderachtig vissersdorp. Nu zijn er nog kleine restaurants en snackbars en is La Viejo Pirata (de oude piraat) het enige hotel als een begraven schat. De eigenaresse is Divanna Bernard, een volle afstammeling van Johan Bernard. Het is nu een dorp van eenvoudige individuen, en bescheiden werknemer, maar de attracties zoals jagen, vissen, wandelen, fietsen, fotografie, stranden, grotten, eilanden en een nationaal park zijn gebleven. De specialiteit van de stad is zeebanket.

### Nationaal park
Cotubanamá is de thuisbasis van verschillende bijzondere soorten vogels, land en waterdieren. De noordoostelijke ingang ligt ten westen van Boca de Yuma, gemarkeerd door een kleine hut en het begin van een schilderachtige route, die voert langs de natuur, het uitzicht op de oceaan en Isla Saona.

### Rio Yuma
Een rivier die over een lengte van 1,5 km bevaarbare is en per boot prachtige landschappen en de grotten onthult. Een daarvan werd gebruikt door de piraat Roberto Cofresi die daar zijn toevlucht zocht en zijn schatten verborg. Hij werd gevangengenomen en in 1825 in Puerto Rico geëxecuteerd.

### Museum Juan Ponce de León
In het stoffige en eenvoudige stadje San Rafael de Yuma, 10 km ten noorden van Boca de Yuma, staat het als museum ingerichte huis van de Spaanse conquistador Ponce de Leon.
La Casa de Ponce de Leon is een belangrijk historisch monument met vele artefacten van hem en zijn familie, waaronder een aantal meubels, huishoudelijke waren, en zelfs een van zijn harnassen.
Het huis werd voor De León in 1505-1508 door Taino slaven gebouwd, nadat hij door Nicolás de Ovando tot luitenant-gouverneur van Higuey was benoemd. De woning is bijna teruggebracht naar zijn oorspronkelijke glorie en is in goede staat.
Er zijn geen borden die naar het museum wijzen, maar vanuit het westen, in de stad San Rafael de Yuma linksaf, tussen de begraafplaats en publieke school de derde (onverharde) weg naar rechts, na een kilometer is aan de rechterkant de ingang te zien van een rechthoekig, twee verdiepingen, stenen museum. Een bus rijdt in de buurt van de begraafplaats. Alle beschrijvingen in het museum zijn in het Spaans.

### Grotten
De Cueva de Bernard met stalagmieten, stalactieten en tekeningen van de Taino heeft deze naam doordat hij in het gebied van Johannes Bernard ligt, een van de eerste stichters van de gemeenschap.
Iets verder lopen is de Hoyito Azul of Hyo Nuevo, twee grotten met kristal helder zout water.

### Park Bernard
Vanuit het John Bernard Park bij de Punta de la Virgen, ook wel Puntica genoemd, is de hele baai te overzien, een uitzicht op de stranden playa Blanka en playa Borinquen, op Cape San Rafael en een prachtig uitzicht over het zuidelijke deel van de stad.
Op de klif staat een vuurtoren of Puntica en meerdere kanonnen als historische ornamenten.

### Jachthaven
In 1966 werd The Nautical Yacht Club Incorporated van Santo Domingo geïnstalleerd en tot de jaren 1980 internationale diepzee-viswedstrijden georganiseerd. Het was een initiatief van Don Alberto Bonetti Burgos, die vaak naar Boca de Yuma reisde om te vissen en op duiven te jagen.